# Клиса (Липик)
Клиса је насељено место у саставу града Липика, у западној Славонији, Република Хрватска.

## Историја
До нове територијалне организације у Хрватској, налазило се у саставу бивше велике општине Пакрац.

## Становништво
На попису становништва 2011. године, Клиса је имала 73 становника.
| Националност       | 1991.       |
| Срби               | 82 (58,99%) |
| Хрвати             | 47 (33,81%) |
| Југословени        | 1 (0,71%)   |
| остали и непознато | 9 (6,47%)   |
| Укупно             | 139         |